# Indotyphlops braminus
Espèce
Synonymes
- Eryx braminus Daudin, 1803
- Typhlops braminus (Daudin, 1803)
- Ramphotyphlops braminus (Daudin, 1803)
- Tortrix russelii Merrem, 1820
- Typhlops russelii (Merrem, 1820)
- Argyrophis truncatus Gray, 1845
- Onychocephalus capensis Smith, 1846
- Ophthalmidium tenue Hallowell, 1861
- Typhlops inconspicuus Jan, 1863
- Typhlops accedens Jan, 1864
- Typhlops euproctus Boettger, 1882
- Typhlops limbrickii Annandale, 1906
- Glauconia braueri Sternfeld, 1910
- Typhlops pseudosaurus Dryden & Taylor, 1969

Indotyphlops braminus ou Typhlops commun est une espèce de serpents de la famille des Typhlopidae.

## Répartition
Cette espèce est très largement répandue, elle se rencontre en Afrique, en Asie, en Océanie, en Amérique du Nord, en Amérique centrale et aux Antilles jusqu'à 2 000 m d'altitude. Selon Hedges, Marion, Lipp, Marin et Vidal en 2014, cette espèce est originaire d'Asie du Sud et s'est répandue de par le monde.
On la retrouve également sur l'île de la Réunion où elle est arrivée par le biais de l'Homme.

## Description

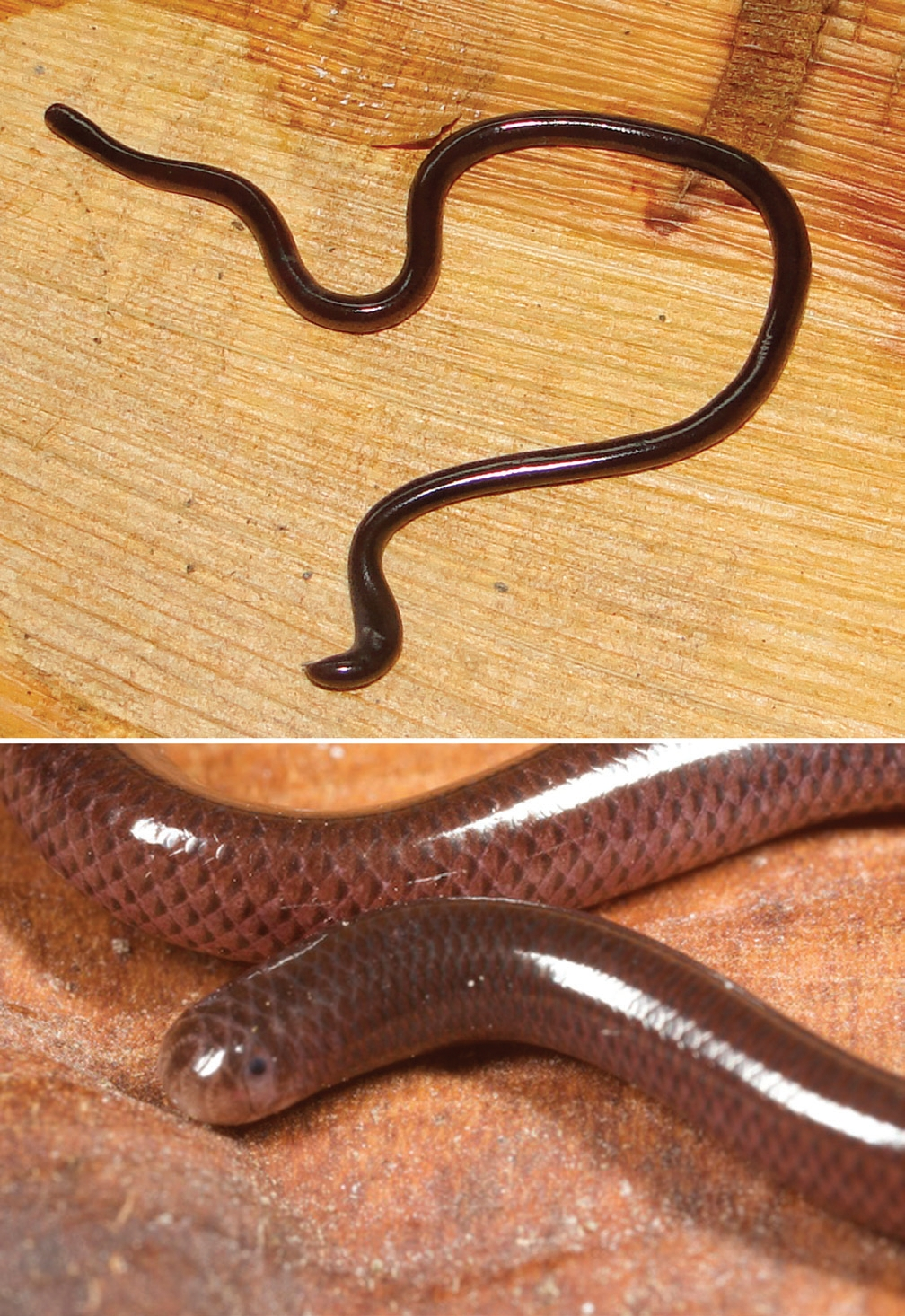
Indotyphlops braminus

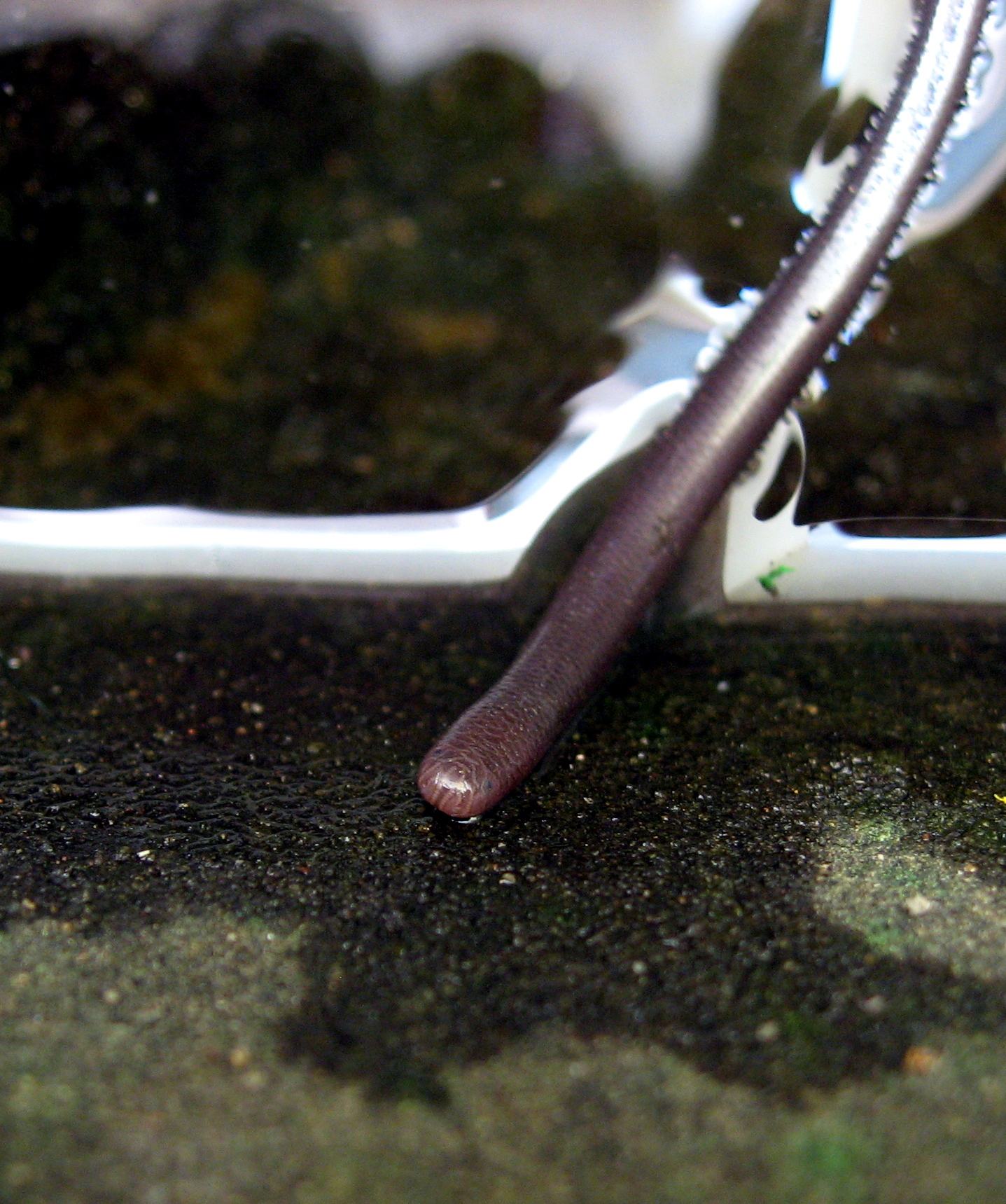
Indotyphlops braminus

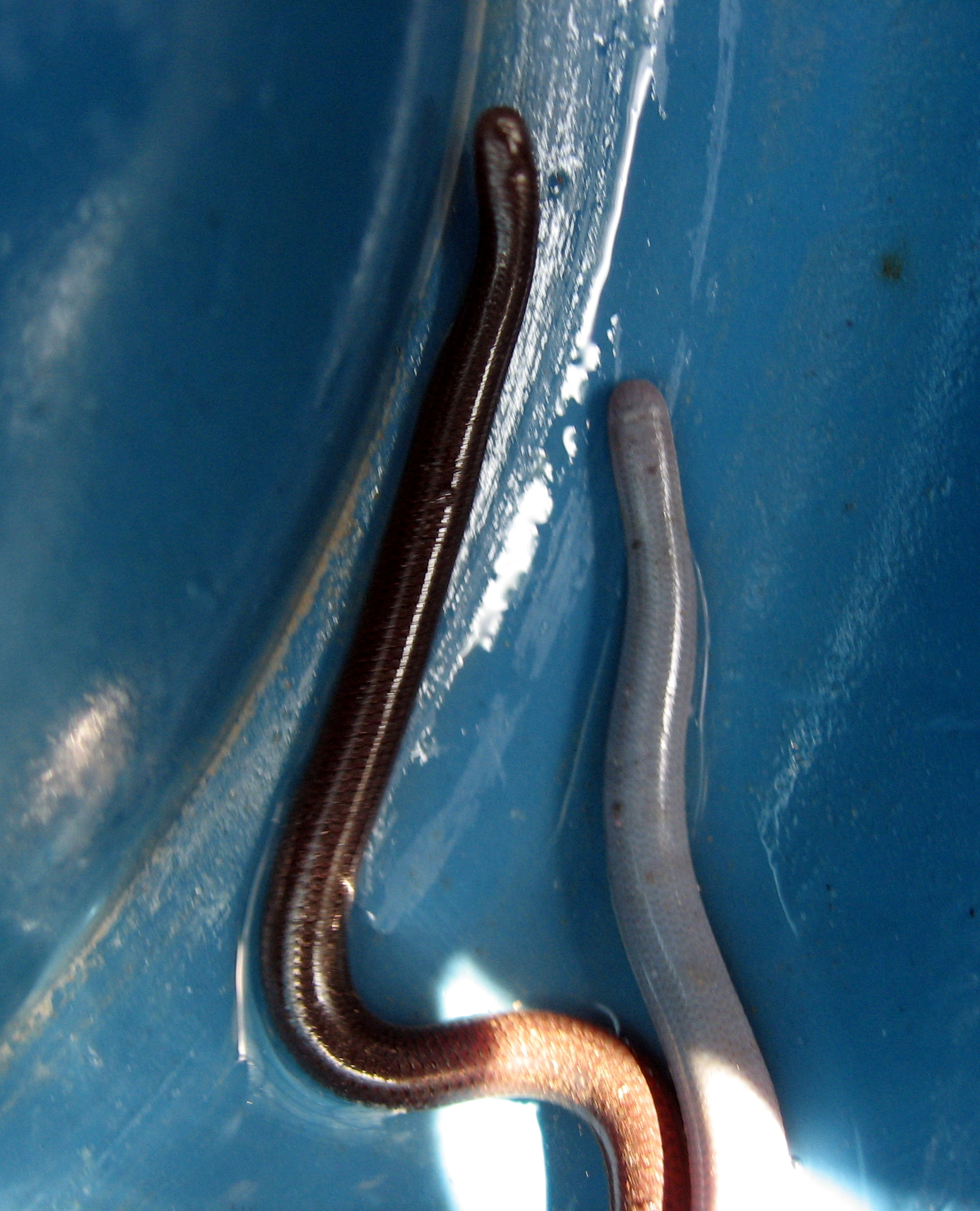
Indotyphlops braminus

Indotyphlops braminus mesure environ 130 mm.

## Reproduction
Cette espèce est, avec Acrochordus arafurae, une des seules espèces de serpents parthénogenétiques. Les femelles pondent leurs œufs, de la taille d'une cacahuète, sans s'accoupler. Tous les spécimens collectés sont des femelles. C'est une espèce triploïde.

## Alimentation
Indotyphlops braminus se nourrit d'oeufs de termites et de fourmis.

## Publication originale
- Daudin, 1803 : Histoire Naturelle, Générale et Particulière des Reptiles; ouvrage faisant suite à l'Histoire naturelle générale et particulière, composée par Leclerc de Buffon; et rédigee par C.S. Sonnini, membre de plusieurs sociétés savantes, vol. 7, F. Dufart, Paris, p. 1-436 (texte intégral).